# Tearin' Up My Heart
Tearin' Up My Heart è un singolo del gruppo musicale statunitense NSYNC, pubblicato il 10 febbraio 1997 come secondo estratto dal primo album in studio *NSYNC.

## Tracce
CD 1
1. Tearin' Up My Heart (Beat Back Radio Edit) – 3:29
2. You Got It – 3:33
3. Tearin' Up My Heart (Riprock & Alex G's Heart Edit) – 3:52

CD 2
1. Tearin' Up My Heart (Original Version) – 3:31
2. Crazy for You – 3:41
3. Exclusive interview – 10:48

## Classifiche

### Classifiche settimanali
| Classifica (1997-99) | Posizione massima |
| -------------------- | ----------------- |
| Australia            | 20                |
| Austria              | 4                 |
| Germania             | 4                 |
| Nuova Zelanda        | 19                |
| Paesi Bassi          | 31                |
| Regno Unito          | 9                 |
| Stati Uniti          | 59                |
| Svizzera             | 6                 |

### Classifiche di fine anno
| Classifica (1997) | Posizione |
| ----------------- | --------- |
| Austria           | 33        |
| Germania          | 30        |